# L'oro delle montagne
L'oro delle montagne (The Painted Hills) è un film del 1951 diretto da Harold F. Kress.
È un western statunitense con Paul Kelly, Bruce Cowling e Gary Gray. È basato sul romanzo del 1930 Shep of the Painted Hills di Alexander Hull e racconta la storia di un cane di razza collie di nome Shep che cerca vendetta dopo che il suo padrone è stato assassinato. È stato il settimo e ultimo film della MGM con protagonista un cane accreditato come Lassie.

## Produzione
Il film, diretto da Harold F. Kress su una sceneggiatura di True Boardman e un soggetto di Alexander Hull, fu prodotto da Chester M. Franklin per la Metro-Goldwyn-Mayer e girato in California nel giugno del 1950. Il titolo di lavorazione fu Shep of the Painted Hills.

## Distribuzione
Il film fu distribuito con il titolo The Painted Hills negli Stati Uniti dal 4 maggio 1951 (première a Los Angeles il 21 aprile) al cinema dalla Metro-Goldwyn-Mayer.
Altre distribuzioni:
- in Svezia il 22 settembre 1951 (Lassies hämnd)
- in Finlandia il 25 aprile 1952 (Lassien kosto)
- in Brasile (Lassie - Nas Planícies do Ouro)
- in Spagna (Las colinas pintadas)
- nei Paesi Bassi (Lassie's grote avontuur)
- in Norvegia (Lassie på nye eventyr)
- in Polonia (Lassie z Malowanych wzgórz)
- negli Stati Uniti (Lassie's Adventures in the Goldrush)
- negli Stati Uniti (Lassie's Christmas Story)
- in Germania Ovest (Lassie und die Goldgräber)